# Yoboki (district)
Yoboki  este unul din cele 11 districte ale Republicii Djibouti.